# خروج جهانی
سازمان خروج جهانی (به انگلیسی Exit International)یک سازمان ناسودبر بین‌المللی است که در جهت حمایت از اوتانازی فعالیت می‌کند. نام پیشین آن"بنیاد تحقیق درباره اوتانازی (VERF Inc.)بود. از دیگر سازمان‌های حمایت‌کننده از حق هومرگ اوتانازی و خودکشی کمکی می‌توان به دیگنیتاس (سازمان کمک به خودکش‌ها) و خروج نهایی اشاره کرد. فیلیپ نیچک این سازمان را پس از آنکه اولین قانون حمایت از اوتانازی که در استرالیا به تصویب رسیده بود، نقض شد، بنیان‌گذاری نمود. در زمانی که این قانون به اجرا درآمد، فیلیپ نیچک اولین پزشک در دنیا بود که توانست عمل تزریق کشنده را به جهت اوتانازی به انجام برساند. خروج جهانی یک سازمان ناسودبر است که در سال ۲۰۱۱ میلادی ۳۵۰۰ نفر در آن کار می‌کردند.

## فعالیت‌ها
در سال ۲۰۱۱ میلادی این سازمان در یکی از بزرگ راههای استرالیا به نام هیوم، نخستین بیلبورد تبلیغاتی در حمایت از اوتانازی را رونمایی کرد. قبل از رونمایی از این بیلبورد اداره تبلیغات استرالیا به این سازمان هشدار داده بود که نصب چنین بیلبوردی ممکن است با قوانین ایالتی که هر گونه کمک به خودکشی را منع می‌کند، مغایر باشد. اما نهایتاً سازمان خروج جهانی موفق شد بیلبورد را نصب کند چرا که معتقد بود طرز بیان جملات بیلبورد کسی را ترغیب به اوتانازی نمی‌کند بلکه تنها در پی جلب حمایت عمومی برای قانونی شدن این عمل است. پیش از این نیز سازمان خروج جهانی یک آگهی تبلیغاتی تلویزیونی در حمایت از اوتانازی تهیه کرده بود که قرار بود در سال ۲۰۱۰ پخش شود. این آگهی توسط شبکه گروئِن ترَنسفِر که یک شبکه تبلیغاتی در استرالیاست، ساخته شد. دو آژانس تبلیغاتی برای درست کردن تبلیغ این سازمان با هم رقابت می‌کردند تا به قول خود «برای چیزی که غیرممکن است، بازاریابی کنند.» اگرچه سازمان نتوانست آگهی را پخش کند اما در انتخاب آژانس مناسب برای تولید آگهی موفق بود. قرار بود این آگهی در ۱۲ سپتامبر به نمایش در آید اما دو روز قبل از پخش جوازش باطل شد و دلیل آن نیز موانع قانونی که با حمایت از هر گونه اوتانازی یا خودکشی در تقابل بودند اعلام شد.